# 基督教婚姻觀
基督教部分派别視婚姻是一种圣礼，各宗派的基督教婚姻观有很大的分別。

## 天主教和東正教

### 婚配聖事
- 天主教、東正教、普世聖公宗視婚姻為聖事∕奧蹟∕聖禮，為七大聖事之一。
- 在基督的愛內，男女二人自由地將自己交給對方，願意共同勉力度一個更圓滿的基督徒生活；並在二人的相愛中，傳生後代，負起教養子女的職責。

### 限制
- 天主教、東正教教友（即使只是一方）一般而言必須在聖堂進行
- 天主教、東正教的婚配聖事具有不可拆散性
- 在天主教，離婚再婚之人士，後一段婚姻是不獲教會承認，除非單方面死亡或以信仰理由成功得到寬免，或獲教會婚姻法庭經調查後宣判前段婚約無效。
- 在天主教，離婚再婚的教友及與離婚者結婚的教友，不能領受聖體聖事
- 離婚再婚的教友及與離婚者結婚而尚未獲教會解取前一段婚約及補禮的教友，不能領受聖體聖事
- 未得教會批准，而自行不在聖堂結婚的教友（即使只是一方是教友），在未補禮及未辦妥有關手續時，不可領受聖體聖事
- 將結婚的男女雙方，應已領堅振。凡尚未領堅振聖事者，倘無重大不便，應先領該聖事。

### 天主教辦理婚姻應留意
- 男女雙方應於結婚前三個月內到任何政府或當地的婚姻註冊署登記，領取婚姻許可證書(Certificate of Registar of Marriages) 。
- 至少在結婚前六個月，前往行將舉行婚禮的堂區辦理有關的手續。
- 要儘早往見神父，商討有關事項，如：日期、婚前諮詢等。

## 新教
新教大部分派別視婚姻為一般禮儀，不視之為聖禮。

### 一軛論
一軛論是大多數新教教會的對信徒的婚配指引，建基於保羅在哥林多後書6：14：「你們和不信的原不相配，不要同負一軛。」由於這緣故，保羅勸諭基督徒只「跟主裡的人結婚」。（哥林多前書7：39）

#### 支持觀點
福音派與基要派的牧師及教會多認為這段經文指不可跟不信或未信者結婚。這些福音派與基要派的支持者認為與一個不信或未信的人結婚多數不能令對方信基督教，甚至會離開教會、夫妻生活不融洽等，因此勸信徒不要與非信徒作進一步的交往，免得陷在情感的試探中，最終不能自拔。甚至有基要派的觀點認為信耶稣的人就是神的儿女，不信耶稣的人就是魔鬼的儿女，所以兩者之间的人生观、世界观、价值观、道德观甚至婚姻观根本不相同，是格格不入的。。持這種觀點的教會包括中國基督教播道會、香港浸信宣道會及宣道會等。

#### 反對觀點
一些基督徒反對一軛論，並且認為是聖經的教導而非律法。部分基督徒認為，婚姻涉及兩人之間的感情關系，而宗教信仰實際上只是私人事務，兩個人事實上對宗教信仰可以有不同的看法，雖然宗教信仰會影響個人的價值觀，但婚姻生活亦包括其他的因素，包括工作、家庭、社會及經濟，即使是相同信仰的婚姻亦會面對同樣的問題。
有牧師認為在婚姻路上就算是同一信仰的人的婚姻都會面對和出現很多問題，兩個不同信仰的人在人生觀、價值觀和生活適應等問題上比同一信仰的人要面對之問題就會更多。教徒明白和衡量各方利弊後仍決定跟不信或未信基督教的人結婚是其個人選擇。教會不應以一軛論作為反對信徒與非信徒結婚的理由，因這會促使一些教徒過單身生活。

## 離婚
基督教傳統上普遍反對離婚，因此過去歷史大部分時期離婚是禁止的，即使容許，由於男女在社會及經濟上地位的差異，離婚條件亦十分困難，因此於1960年代前離婚亦十分低。儘管在聖經上是不容許離婚的，但在現實生活上，還是有為數不少的基督徒曾經離婚。隨著社會上的男女社會及經濟上地位的差異減少，女性地位的上升亦使離婚更為容易，而離婚隨了涉及感情問題，亦有其他社會及經濟的因素，包括家庭暴力。部分教會因為反對離婚的教義，缺乏對離婚的單親家庭給予援助及支持，這亦受到批評。

## 同性婚姻
不少基督教的教會基於基於聖經的部分內容，主張婚姻是上帝所設立，由一男一女組成，因為是上帝所設立，所以人不能分開。雖然根據聖經事實上是容許休妻（離婚），但不少基督教教會根據聖經教義反對離婚，同時基於上帝設定婚姻是一男一女，所以反對同性婚姻，認為同性婚姻立法會衝擊家庭價值，並會影響宗教自由。但同性婚姻在教會內部亦有不同的意見，一些教友認為同性伴侶選擇結婚並不會影響宗教自由，而婚姻在現代社會中屬民事法例，教會有權選擇不讓同性伴侶在教堂行婚禮，因此並不會影響宗教自由。
近來，不少偏向自由主義神學的新教派別（如美國聖公會、英國聖公會、蘇格蘭長老教會）原則上允許祝福同性婚姻，但即使這些教會內也有反對祝福同性婚姻的聲音，甚至導致教會趨於分裂（如北美聖公會的出現）的情況出現。

## 其他相关教派

### 耶穌基督後期聖徒教會
摩門教早期曾提倡一夫多妻，但後來在外界龐大的壓力下，於1890年禁止再實行一夫多妻，改提倡一夫一妻。

### 統一教
統一教採取配婚制度，若不合可重配。每年舉辦一次。

## 对多配偶制的看法
《聖經》中有多位一夫多妻的人物。一些現代聖經學者，如 William Luck 和 Blaine Robinson，認為《聖經》支持一夫多妻制。